# ريك بيري (لاعب هوكي الجليد)
ريك بيري هو لاعب هوكي الجليد كندي، ولد في 4 نوفمبر 1978 في Birtle, Manitoba ‏ في كندا.

## وصلات خارجية
- ريك بيري على موقع دوري الهوكي الوطني (الإنجليزية)
- ريك بيري على موقع EliteProspects.com (الإنجليزية)
- ريك بيري على موقع Eurohockey.com (الإنجليزية)
- ريك بيري على موقع HockeyDB.com (الإنجليزية)
- ريك بيري على موقع Hockey-Reference.com (الإنجليزية)